# Copa San Isidro de Curuguaty
La Copa San Isidro de Curuguaty es un torneo de fútbol de carácter internacional que disputan los ganadores del Campeonato Nacional de Interligas de la Unión del Fútbol del Interior (Paraguay) y de la Copa Nacional de Selecciones del Interior de la Organización del Fútbol del Interior (Uruguay).
El campeón actual es la Selección de Lavalleja, proveniente de la ciudad de Minas, Lavalleja, Uruguay.

## Historia
El campeonato fue ideado por Eusebio Baeza, exdirigente de la Asociación Uruguaya de Fútbol y gerente de la aerolínea Pluna y Arturo Filártiga Candia, exdirigente de la Asociación Paraguaya de Fútbol. El torneo lleva el nombre de la ciudad paraguaya donde fue exiliado en 1820 el prócer uruguayo José Gervasio Artigas, la Villa San Isidro Curuguaty.

## Forma de disputa
Desde 1978 se disputa cada dos años. Se juega un encuentro en cada uno de los países, y de producirse empate en puntos y diferencia de goles, se ejecutan tiros penales. A partir de la edición de 2014, la regla del gol de visitante pasó a constituir un criterio de desempate más en caso de igualdad en el marcador global de ambos partidos.

## Lista de campeones
| Año  | Campeón                 | País                   | Subcampeón             | País                   | Global                 | Ida                    | Vuelta                 |
| ---- | ----------------------- | ---------------------- | ---------------------- | ---------------------- | ---------------------- | ---------------------- | ---------------------- |
| 1956 | Flores                  |                        | Liga Central           |                        | 4-2                    | 2-1                    | 2-1                    |
| 1959 | Río Negro               |                        | Villeta                |                        | 7-1                    | 3-0                    | 4-1                    |
| 1963 | Colonia                 |                        | Ypacaraí               |                        | 3-3                    | 0-1                    | 3-2                    |
| 1966 | Tacuarembó              |                        | Coronel Oviedo         |                        | 4-1                    | 2-0                    | 2-1                    |
| 1978 | Federación Misionera    |                        | Melo                   |                        | 4-0                    | 1-0                    | 3-0                    |
| 1980 | Federación Misionera    |                        | Tacuarembó             |                        | 5-5, 3-2 (p)           | 2-1                    | 3-4                    |
| 1982 | Maldonado               |                        | Guaireña               |                        | 1-1, 4-3 (p)           | 1-0                    | 0-1                    |
| 1984 | San Pedro               |                        | Rocha                  |                        | 4-3                    | 1-3                    | 3-0                    |
| 1988 | Paysandú                |                        | Liga Paranaense        |                        | 4-3                    | 1-2                    | 3-1                    |
| 1990 | Ypacaraí                |                        | Florida                |                        | 2-1                    | 1-0                    | 1-1                    |
| 1992 | Liga del Sud            |                        | Lavalleja              |                        | 6-1                    | 2-0                    | 4-1                    |
| 1994 | Maldonado               |                        | Caaguazú               |                        | 9-2                    | 4-0                    | 5-2                    |
| 1996 | Liga Paranaense         |                        | Maldonado Interior     |                        | 3-3                    | 2-2                    | 1-1                    |
| 1998 | Itauguá                 |                        | Melo                   |                        | 4-3                    | 1-1                    | 3-2                    |
| 2000 | San José Liga Mayor     |                        | Carapeguá              |                        | 2-2, 4-2 (p)           | 1-1                    | 1-1                    |
| 2002 | Limpio                  |                        | Durazno                |                        | 5-4                    | 5-4                    | 0-0                    |
| 2004 | San José de los Arroyos |                        | Durazno                |                        | 4-3                    | 0-2                    | 4-1                    |
| 2006 | Liga Pirayuense         |                        | Maldonado Liga Mayor   |                        | 3-3, 4-2 (p)           | 1-2                    | 2-1                    |
| 2008 | Colonia Departamental   |                        | Caaguazú               |                        | 4-2                    | 3-1                    | 1-1                    |
| 2010 | Liga Caacupeña          |                        | Artigas                |                        | 3-1                    | 1-1                    | 2-0                    |
| 2012 | Liga Paranaense         |                        | Colonia                |                        | 3-2                    | 1-1                    | 2-1                    |
| 2014 | Liberación              |                        | Tacuarembó             |                        | 1-1 (v)                | 0-0                    | 1-1                    |
| 2016 | Liga Guaireña           |                        | Nueva Palmira          |                        | 4-2                    | 3-1                    | 1-1                    |
| 2018 | Liga Atyreña            |                        | Durazno                |                        | 3-3, 4-3 (p)           | 2-1                    | 1-2                    |
| 2020 | Cancelado por COVID-19  | Cancelado por COVID-19 | Cancelado por COVID-19 | Cancelado por COVID-19 | Cancelado por COVID-19 | Cancelado por COVID-19 | Cancelado por COVID-19 |
| 2023 | Lavalleja               |                        | Liga Encarnacena       |                        | 4-4, 3-0 (p)           | 2-1                    | 2-3                    |

## Estadísticas

### Títulos por país y selección
| Paraguay                | 15 |
| Federación Misionera    | 2  |
| Liga Paranaense         | 2  |
| Itauguá                 | 1  |
| Liga del Sud            | 1  |
| Limpio                  | 1  |
| Liga Pirayuense         | 1  |
| San José de los Arroyos | 1  |
| San Pedro               | 1  |
| Ypacaraí                | 1  |
| Caacupé                 | 1  |
| Liberación              | 1  |
| Liga Guaireña           | 1  |
| Liga Atyreña            | 1  |

| Uruguay                       | 10 |
| Colonia/Colonia Departamental | 2  |
| Maldonado                     | 2  |
| Río Negro                     | 1  |
| Paysandú                      | 1  |
| San José Liga Mayor           | 1  |
| Tacuarembó                    | 1  |
| Flores                        | 1  |
| Lavalleja                     | 1  |